# Remomeix
Remomeix ist eine französische Gemeinde mit 435 Einwohnern (Stand 1. Januar 2022) im Département Vosges in der Region Grand Est. Sie gehört zum Arrondissement Saint-Dié-des-Vosges und zum Gemeindeverband Saint-Dié-des-Vosges.

## Geografie
Die Gemeinde Remomeix liegt in den Vogesen, etwa sechs Kilometer südöstlich von Saint-Dié-des-Vosges, der Hauptstadt (chef-lieu) des gleichnamigen Arrondissements und ca. 15 Kilometer westlich des Vogesenkammes, der hier die Grenze zur ehemaligen Region Elsass bildet. Das Gemeindegebiet umfasst einen Abschnitt des Favetales, das hier kurz vor der Mündung der Fave in die Meurthe schon eine Breite von fast einem Kilometer aufweist. Das Tal der Fave ist eines der wenigen flachen Areale in den Vogesen, die für die Landwirtschaft geeignet sind. Hier befindet sich daher auch der Regionalflugplatz Saint-Dié-Remomeix (Aérodrome de Saint-Dié – Remomeix) – flankiert vom Industriegebiet Cap Vosges. Am Südrand des Favetales steigt das Gelände auf über 450 m über dem Meer an und erreicht mit 481 m im Südostzipfel der Gemeinde den höchsten Punkt. In des Südostecke findet sich auch mit dem Bois des Raignes das einzig nennenswerte Waldgebiet. Zu Remomeix gehören die Ortsteile und Weiler Les Nolles, La Voivre, La Petite Voivre, La Voivrelle, Faing Thiéry, Le Coichier, Les Fontenys und der Nordteil von Les Paituotes.
Nachbargemeinden von Remomeix sind Pair-et-Grandrupt im Norden, Raves im Osten, Coinches im Südosten, Entre-deux-Eaux im Süden sowie Sainte-Marguerite im Westen.

## Geschichte
Das Gebiet der heutigen Gemeinde wurde zwischen den Jahren 670 und 700 zur Zeit der Ankunft der ersten Mönche um Deodatus, Bischof von Nevers, besiedelt, die im Tal der oberen Meurthe ihre Zelle Maria Himmelfahrt gründeten. Remomeix gehörte zur Vogtei Saint Dié.
Der Ortsname setzt sich aus einem Personennamen (Remo oder Ramo) und der Nachsilbe -meix (in mittelalterlichem Latein mesus / maison für Haus) zusammen.
Der Chor der Kirche Saint-Laurent stammt aus dem 16. Jahrhundert, der Rest des Kirchenschiffes und ein Taufbecken aus Sandstein aus dem 18. Jahrhundert. Die kleine Friedhofskapelle Saint-Laurent war lange ein Pilgerziel für Gläubige mit Hauterkrankungen.

### Bevölkerungsentwicklung
| Jahr      | 1962 | 1968 | 1975 | 1982 | 1990 | 1999 | 2010 | 2022 |
| Einwohner | 247  | 281  | 401  | 444  | 461  | 444  | 458  | 435  |

Über das ganze 19. bis zur Mitte des 20. Jahrhunderts hatte Remomeix konstant um die 250 Bewohner. Ab den 1970er Jahren war ein Bevölkerungswachstum zu verzeichnen, das auf die Einrichtung eines großen Gewerbeparks in der Nähe des Regionalflughafens und günstigem Bauland in der Umgebung zurückzuführen war. Im Jahr 1891 wurde mit 220 Bewohnern die bisher geringste Einwohnerzahl ermittelt. Die Zahlen basieren auf den Daten von cassini.ehess und INSEE.

## Sehenswürdigkeiten

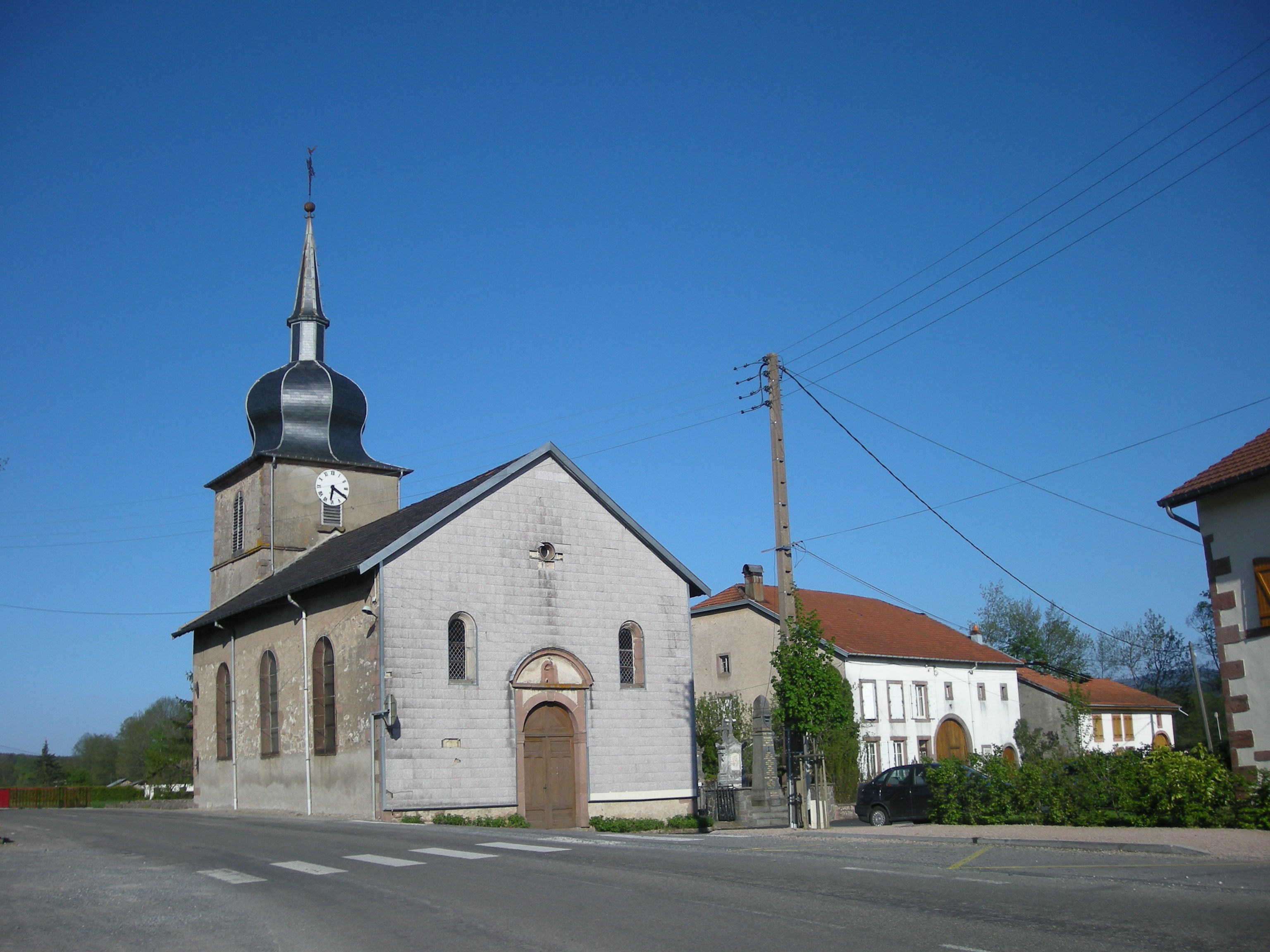
Kirche Saint-Laurent
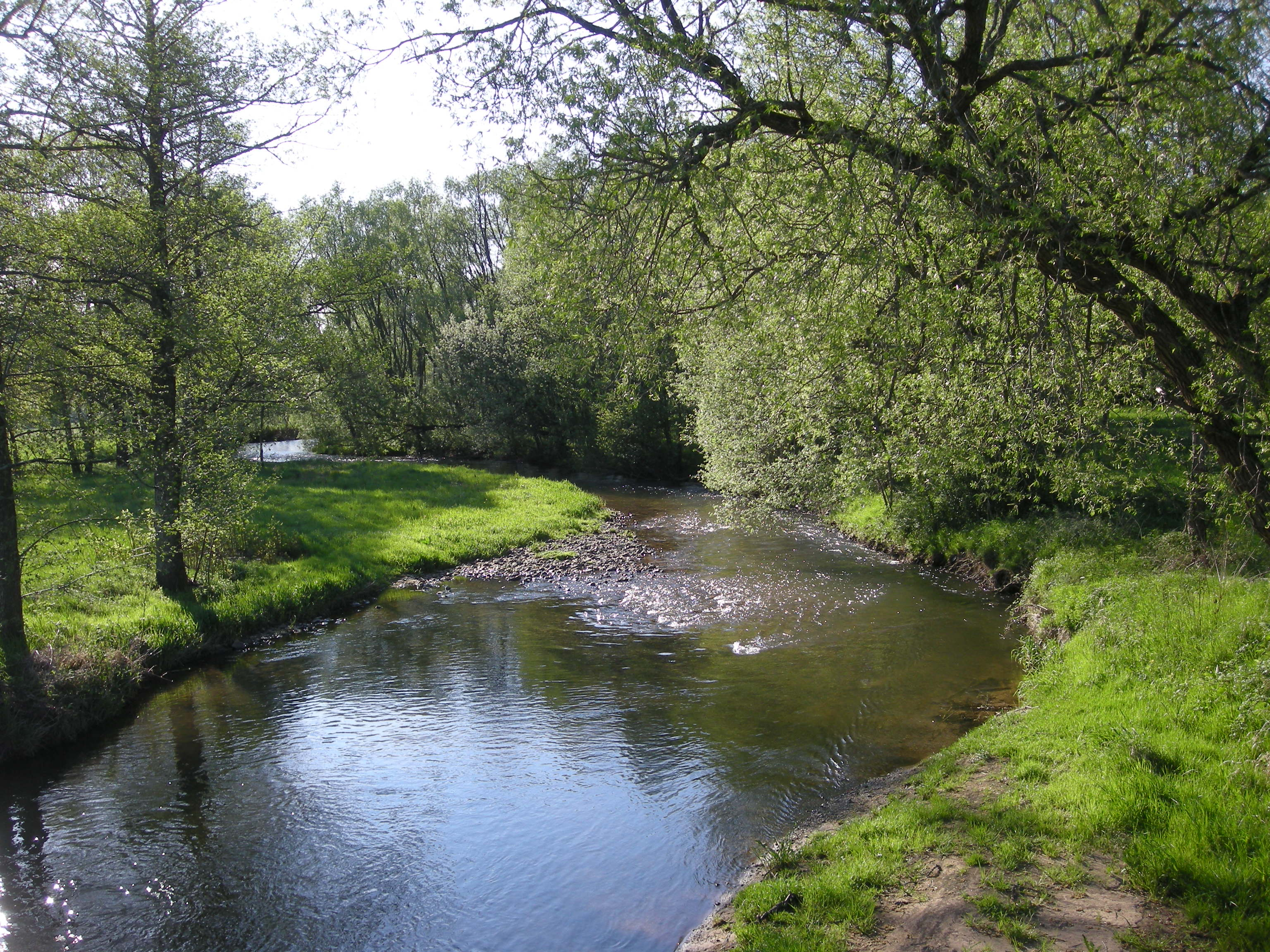
Die Fave bei Remomeix
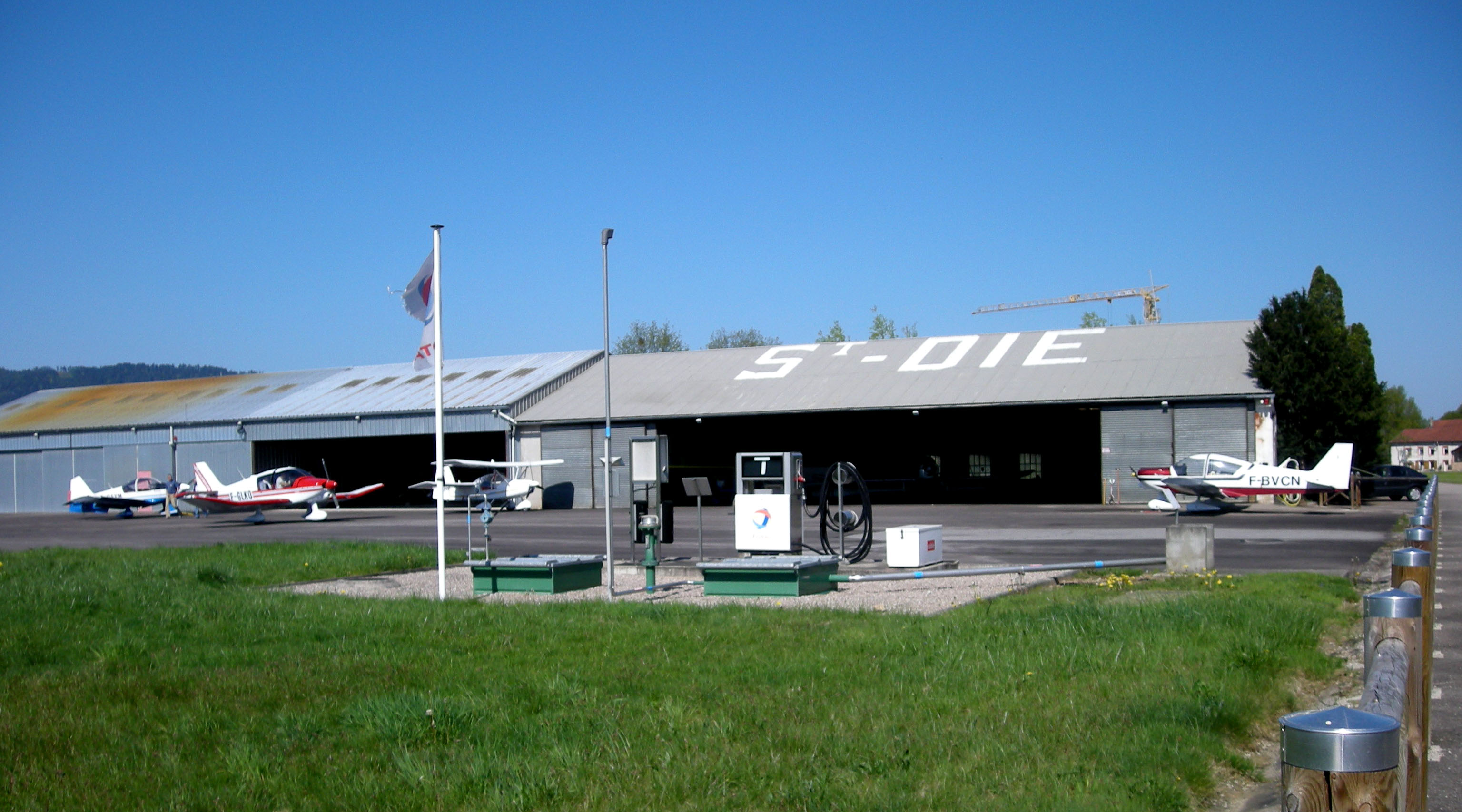
Regionalflughafen „René Fonck“
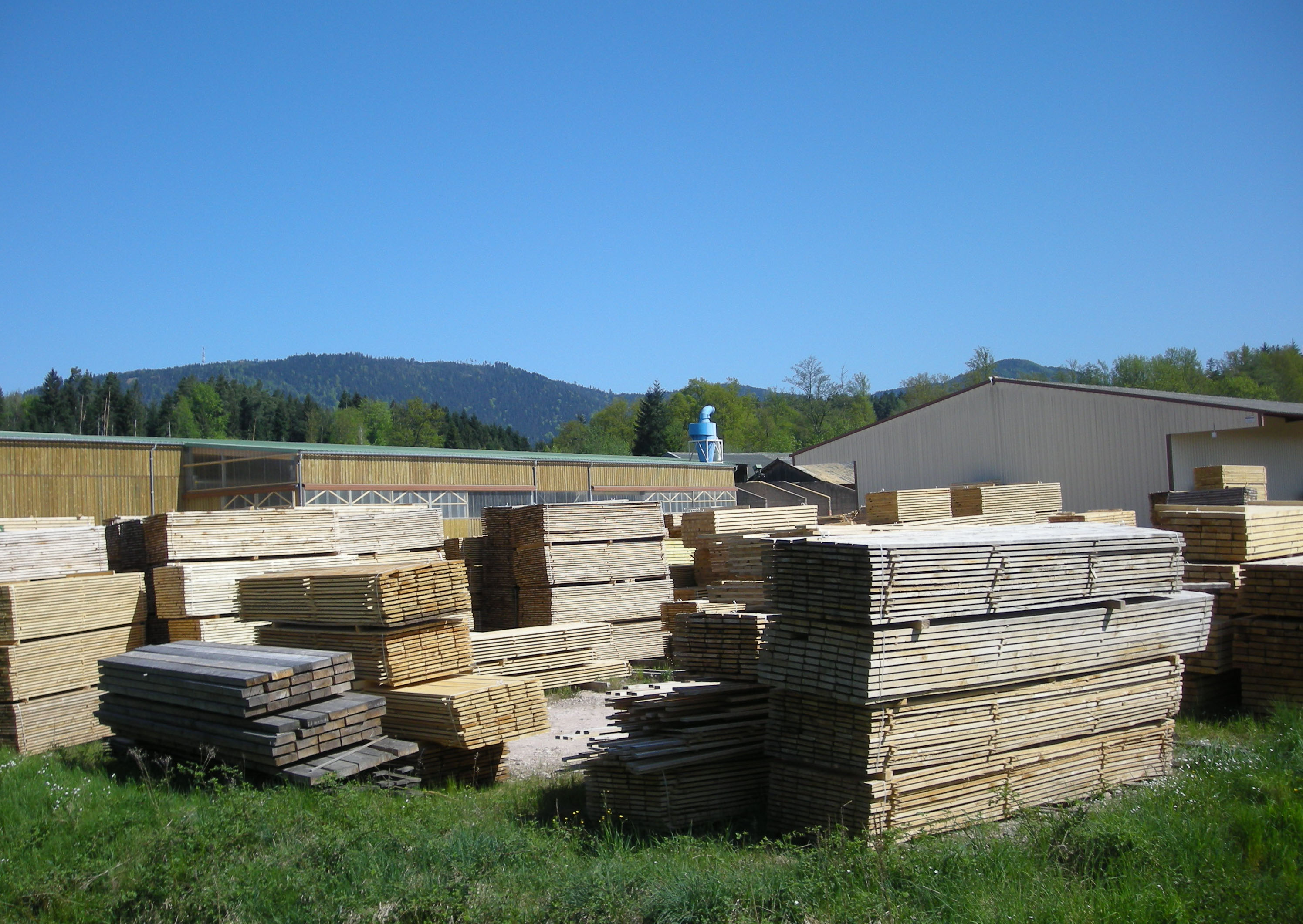
Sägewerk in Remomeix

- Kirche Saint-Laurent
- Die Fave bei Remomeix
- Regionalflughafen „René Fonck“
- Sägewerk in Remomeix

## Wirtschaft und Infrastruktur
Die Landwirtschaft spielt in Remomeix heute nur noch eine untergeordnete Rolle; in der Gemeinde sind noch sechs Landwirtschaftsbetriebe ansässig (Getreideanbau, Rinderzucht, Milchwirtschaft). Nennenswert sind die Bereiche Holzverarbeitung (Sägewerk, Zimmerei), Granitbearbeitung und Schmiedearbeiten. In den 1960er Jahren entstand der Regionalflugplatz mit zugehöriger Infrastruktur. Im Jahr 2008 wurde der 53 ha große Gewerbepark Z.I. Cap Vosges im Süden der Gemeinde erschlossen.

### Verkehrsanbindung
Remomeix liegt an der Fernstraße RN 59 von Lunéville über Saint-Dié und den Maurice-Lemaire-Tunnel nach Sélestat. Weitere Straßen führen von Remomeix nach Pair-et-Grandrupt, Coinches, Neuvillers-sur-Fave und Entre-deux-Eaux. Der vier Kilometer entfernte Bahnhof Raves - Ban-de-Laveline liegt an der Bahnstrecke Strasbourg–Saint-Dié. Südlich des Dorfes Remomeix befindet sich der Flugplatz Saint-Dié - Remomeix.

## Belege
1. ↑  Gemeindehomepage
2. ↑  Remomeix auf cassini.ehess
3. ↑  Remomeix auf INSEE
4. ↑  Landwirtschaftsbetriebe auf annuaire-mairie.fr (französisch)